# Poecilia wingei
El Poecilia wingei, o endler es un pez de la familia de los poecílidos en el orden de los ciprinodontiformes.

## Descripción.
Los machos pueden alcanzar los 2 cm de longitud total. y las hembras 3 cm. Se diferencia de otros peces del subgénero Acanthophacelus en los colores con brillo metálico.

## Acuario
El acuario debe ser de un mínimo de 30 litros, necesitándose al menos 3 litros de espacio libre por cada uno de estos peces.
Se trata de peces de climas cálidos que pueden soportar una temperatura 20-29 grados centígrados, estos siendo extremos, la temperatura ideal es 24-26 grados

## Distribución geográfica
Se distribuye en Venezuela (laguna de los Patos y laguna de Campoma, Estado Sucre en el norte de Sudamérica. Se encuentra extinta o en grave peligro de extinción en su hábitat natural, pero varias expediciones han encontrado numerosas poblaciones saludables.

## Historia
El Poecilia wingei, conocido en el mundo de la acuarofilia como endler, es un pez muy colorido, similar (y estrechamente relacionado) al guppy. La especie fue recolectada de la Laguna de Patos en Venezuela por Franklyn F. Bond en 1937, y redescubierto por el Dr. John Endler en 1975. Estos ejemplares llegaron al mundo de la acuarofilia, de ahí el nombre. Más se han recogido desde entonces, especialmente por Armando Pou, para ampliar el stock de cría en cautividad. La población de la Laguna de los Patos se ve afectada por la escorrentía de un vertedero de basura municipal.  
El endler es una especie diferente del guppy, como muestran estudios de adn mitocondrial.
Los ejemplares de la descripción para la ciencia no provienen de la mencionada laguna, sino de cerca de la localidad de Cariaco, a 80 km. (10°29′52″N 63°33′15″O / 10.4977514, -63.5540551)

## Híbrido
Se han hecho híbridos con guppys, permitiendo la introducción de brillos metálicos típicos del endler en la coloración del guppy. Algunos estudios sugieren que existen poblaciones silvestres híbridas de estas dos especies.